# Вільям Майлі
Вільям Мейнадір Майлі (англ. William Maynadier "Bud" Miley; нар. 26 грудня 1897, Форт-Мейсон — пом. 24 вересня 1997, Старквілл) — американський воєначальник, генерал-майор армії США, учасник Першої та Другої світових воєн. Під час останньої був одним із перших піонерів повітрянодесантної війни та був командиром 17-ї повітрянодесантної дивізії, очолюючи її в битві на Виступі та в операції «Версіті».

## Біографія
Військова кар'єра
- 14 червня 1941 — підполковник
- 1 січня 1942 — полковник
- 25 червня 1942 — бригадний генерал
- 2 вересня 1942 — підполковник
- 2 квітня 1943 — генерал-майор
- 24 січня 1948 — бригадний генерал
- 24 січня 1948 — генерал-майор

Вільям Мейнадір Майлі народився 26 грудня 1897 року у Форт-Мейсоні в Каліфорнії в сім'ї Сари Майлі та підполковника Джона Д. Майлі (на честь якого була названа військова резервація Форт-Майлі). Його родина мала довгу історію військової служби, три покоління до нього служили в армії Сполучених Штатів. Двоє прадідів, його дідусь, його батько, його двоюрідний дядько, його дядько та його син закінчили Військову академію США у Вест-Пойнті.
Сам Майлі навчався у Військовій академії і закінчив навчання в 1918 році, через рік після вступу Америки в Першу світову війну, після чого йому присвоїли звання другого лейтенанта піхоти армії США. Одразу після закінчення академії його відправили на Західний фронт, де він служив у 1-й дивізії, що входила до складу Американського експедиційного корпусу, до кінця війни 11 листопада 1918 року.
Після війни Майлі продовжив військову службу, проходив низку призначень, у тому числі як професор військової науки в тодішньому коледжі штату Міссісіпі в Старквіллі, штат Міссісіпі. Саме в цей час він познайомився з Джулією Суддат і одружився з нею. Інші призначення включали службу у Вест-Пойнті, в Панамі, на Філіппінах і у форті Сем Г'юстон.
У 1940 році майор Майлі дістав наказ організувати й очолити перший парашутний підрозділ армії США, 501-й парашутний піхотний батальйон.
Незабаром після нападу Японії на Перл-Гарбор у грудні 1941 року, підполковник Майлі дістав наказ організувати й очолити 501-й парашутно-десантний полк. Невдовзі після цього його призначили заступником командира 82-ї повітрянодесантної дивізії в Кемп-Клейборн, штат Луїзіана, якою командував генерал-майор Метью Ріджвей.
У квітні 1943 року Майлі організував формування 17-ї повітрянодесантної дивізії в Кемп-Маколл, Північна Кароліна. Під час війни він був єдиним командиром цієї десантної дивізії, очолював її в ході таких битв на Західному фронті, як битва на Виступі та операція «Версіті». Наприкінці 1945 року дивізію розформували, але ненадовго відновили у 1948 році як навчальну.
Після Другої світової війни Вільяма Майлі призначили командувати 11-ю повітрянодесантною дивізією, яка в той час входила до складу окупаційних військ у Японії, і після її повернення у Форт Кемпбелл, штат Кентуккі. Пізніше він дістав кілька призначень, зокрема працював директором Об'єднаного управління повітрянодесантних військ, командував армією США на Алясці у складі Командування «Аляска». Він також служив начальником штабу колишнього Командування Континентальної армії (яке стало Командуванням сил армії США в 1973 році). У 1955 році звільнився з військової служби у званні генерал-майора.
Після звільнення з армії в 1955 році Майлі працював в інвестиційному банку Merrill Lynch, Pierce, Fenner & Beane до свого виходу на пенсію в 1976 році, після чого він повернувся до Старквілла у штат Міссісіпі. Майлі був передостаннім живим командиром дивізії Другої світової війни. Він помер у Старквіллі у вересні 1997 року у віці 99 років, за три місяці до 100-річчя. Лише генерал-майор Ральф К. Сміт, який командував 27-ю піхотною дивізією під час Другої світової війни, прожив довше, померши в січні 1998 року у віці 104 років.